# João Edmundo Bohn
João Edmundo Bohn (Bom Princípio, 16 de novembro de 1889, 27 de outubro de 1968) foi um dos mais expressivos fabricante de órgãos de tubos brasileiro, construindo cerca de 80 órgãos por todo o Brasil.

## Fábrica
Primeiramente começou a fabricar harmônios no ano de 1925, logo em seguida foi convidado para auxiliar na montagem do órgão da igreja matriz de Bom Princípio e acabou desenvolvendo interesse pelo instrumento. Em Montenegro construiu seu primeiro órgão tubular, em 1932 transferiu suas operações para Pareci Velho, já em 1934 para o local final, Novo Hamburgo. 
Em 1959 a fábrica sofre um incêndio que destrói grande parte da mesma, mesmo assim continuo fabricando órgãos até 1972 e harmônios até posteriormente.

## Órgãos construídos
| Ano  | Lugar                         | Igreja                                    | Manuais | Registros | Observações                                 |
| ---- | ----------------------------- | ----------------------------------------- | ------- | --------- | ------------------------------------------- |
| 1933 | Porto Belo-Santa Catarina     | Paróquia Nossa Senhora das Vitórias       | II/P    |           |                                             |
| 1954 | Mafra-Santa Catarina          | Igreja São José                           | II/P    |           |                                             |
| 1955 | São Paulo-São Paulo           | Igreja Nossa Senhora da paz               | I/P     |           |                                             |
| 1956 | Imbituba-Santa Catarina       | Paróquia Nossa senhora da Conceição       | II/P    |           |                                             |
| 1957 | Urussanga-Santa Catarina      | Paróquia Nossa Senhora da Conceição       | II/P    |           |                                             |
| 1957 | Braço do Norte-Santa Catarina | Paróquia Senhor do Bonfim                 | II/P    |           |                                             |
| 1957 | Itaiópolis-Santa Catarina     | Igreja Nossa Senhora Da Medalha Milagrosa | II/P    |           |                                             |
| 1958 | Jaraguá do Sul-Santa Catarina | Igreja Luterana Apóstolo Pedro            | II/P    |           |                                             |
| 1959 | São Carlos-Santa Catarina     | Paróquia São Carlos Borromeu              | II/P    |           |                                             |
| 1959 | Criciúma-Santa Catarina       | Catedral São José                         | II/P    |           |                                             |
| 1959 | Rio do Sul-Santa Catarina     | Catedral São João Batista                 | II/P    |           |                                             |
| 1959 | Canoinhas-Santa Catarina      | Paróquia Santa Cruz                       | II/P    |           |                                             |
| 1960 | Brusque-Santa Catarina        | Paróquia luterana Bom Pastor              | II/P    |           |                                             |
| 1960 | Lages-Santa Catarina          | Catedral Nossa Senhora dos Prazeres       | II/P    |           |                                             |
| 1960 | Tubarão-Santa Catarina        | Seminário Nossa senhora de Fátima         | I/P     |           | Vendido, sem informações atuais             |
| 1961 | Florianópolis-Santa Catarina  | Santuário Nossa Senhora de fátima         | II/P    |           |                                             |
| 1961 | Lapa, Paraná                  | Santuário de São Benedito                 | II/P    |           |                                             |
| 1963 | São Paulo-São Paulo           | Igreja Nossa Senhora de fátima            | II/P    |           |                                             |
| 1963 | São Paulo-São Paulo           | Santurário São Judas                      | I/P     |           | Vendido                                     |
| 1963 | Blumenau-Santa Catarina       | Santuário Nossa Senhora Aparecida         | II/P    |           | Vendido, sem informações atuais             |
| 1962 | Caçador-Santa Catarina        | Catedral Caçador                          | II/P    |           |                                             |
| 1964 | Timbó-Santa Catarina          | Igreja da Ressurreição                    | I/P     |           |                                             |
| 1967 | Joinville-Santa Catarina      | Paróquia luterana Cristo Bom Pastor       | II/P    |           |                                             |
| ?    | Joinville-Santa Catarina      | Catedral Joinville                        |         |           | Sem informações, não está mais na catedral. |